# Fridrich I. Pruský
Fridrich I., též Bedřich I. (německy Friedrich I., 11. červenec 1657, Königsberg – 25. únor 1713, Berlín) byl poslední pruský vévoda (1688–1701) a první pruský král (1701–1713), braniborský kurfiřt a markrabě jako Fridrich III. (1688–1713), kníže oranžský (1702–1713) a kníže neuchâtelský (1707–1713).

## Mládí
Budoucí král Fridrich I. se narodil 11. července 1657 jako syn Fridricha Viléma, pruského vévody a braniborského kurfiřta a jeho ženy Luisy Henrietty Oranžské.
Fridrich I. hovořil plynně francouzsky, německy a polsky.

## Vláda
Po smrti svého otce se stal v roce 1688 braniborským kurfiřtem Fridrichem III. a pruským vévodou Fridrichem I.
V roce 1701 se Fridrich I. stal pruským králem Fridrichem I. Stalo se tak povýšením pruského vévodství na království. Jaké byly důvody pro tento Fridrichův čin? Příčiny tohoto činu lze najít ve výbojné politice braniborských kurfiřtů, již byli zároveň pruskými vévody. Jejich mocenskému vzestupu stály v cestě nepřátelské rody, které většinou získaly v tu dobu královské tituly, čímž dosáhly významného úspěchu. Právě na přelomu 17. a 18. století získala severoněmecká Hannoverská dynastie následnictví Spojeného království, jehož králi se v roce 1714 skutečně stali. Další soupeř, tentokrát z vlivného rodu Wettinů, saský kurfiřt Fridrich August I. Silný získal roku 1697 titul polského krále, takže se královský titul stával pro Braniborsko-Prusko čím dál více otázkou prestiže. Problémem bylo jak jej získat.
Získání cizího královského titulu bylo nepravděpodobné, stejně tak to, že by císař povýšil braniborské markrabství na království, a tak zbylo jen Prusko resp. pruské vévodství. Jak již bylo uvedeno, Hohenzollerny držená část Pruska byla vévodstvím, a byla také jedinou jejich významnou državou mimo Svatou říši římskou. Ovšem území, k němuž se symbolicky mohl královský titul v Prusku vázat, totiž tzv. „královské Prusko“, ovládalo polské království, a proto se kurfiřt a vévoda Fridrich III. nemohl jen tak prohlásit pruským králem.
V rámci obtížně akceptovaného kompromisu s římskoněmeckým císařem a polským králem se tedy prohlásil „králem v Prusku“ (König in Preußen). Pruské království ve své počáteční podobě tak de facto představovalo území původního pruského vévodství. Jeho následný růst a připojení území „královského Pruska“ však na sebe nenechalo dlouho čekat.
Fridrich I. byl pruským králem korunován 18. ledna 1701 v Královci. Korunovaci předcházelo založení Řádu černé orlice. Při okázalé korunovační ceremonii v Královci si Fridrich sám vložil korunu na hlavu a na hlavu své ženy a až poté se nechali pomazat.
Fridrich I. byl poslední pruský vládce a také král, který hovořil plynně polsky. Jeho následníci hovořili plynně francouzsky a německy (dále viz Pruské království)
Během své vlády se opíral o šlechtu vlastnící velkostatky. Na nich pěstované obilí se výhodně vyváželo do západní Evropy. Panovník se snažil zvýšit prestiž svého království, a proto vedl nákladný dvůr, zahájil velkolepou přestavbu sídelního města Berlína a podporoval vědy a umění. Založil i univerzitu v Halle (1694), akademii umění a společnost věd.
V roce 1707 se stal Fridrich I. v rámci personální unie také knížetem Neuchâtelským.

## Manželství a potomci
Fridrich I. byl třikrát ženat.
Poprvé se oženil v roce 1679 v Postupimi s princeznou Alžbětou Henriettou Hesensko-Kasselskou (1661–1683). Alžběta předčasně zemřela po čtyřech letech manželství, z něhož se narodila jediná dcera:
- Luisa Dorotea (29. září 1680 – 23. prosince 1705), ⚭ 1700 Frederik I. Švédský (28. dubna 1676 – 25. března 1751), lankrabě hesensko-kasselský a švédský král od roku 1720 až do své smrti

Druhé manželství uzavřel v roce 1684 v Herrenhausenu s hannoverskou princeznou Žofií Šarlotou (1668–1705). Z tohoto manželství se narodili dva synové, první z nich však zemřel v útlém věku:
- Fridrich August (1685–1686);
- Fridrich Vilém (14. srpna 1688 – 31. května 1740), neuchâtelský kníže, braniborský kurfiřt, pruský král od roku 1713 až do své smrti, ⚭ 1706 Žofie Dorotea Hannoverská (16. března 1687 – 28. června 1757)

Třetí manželství, které uzavřel v roce 1708 v Berlíně s vévodkyní Žofií Luisou Meklenbursko-Zvěřínskou (1685–1735), zůstalo bezdětné.

Galerie
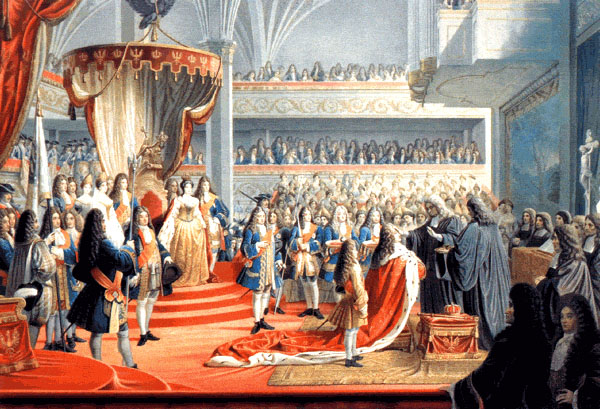
Korunovace v Königsbergu (1701)
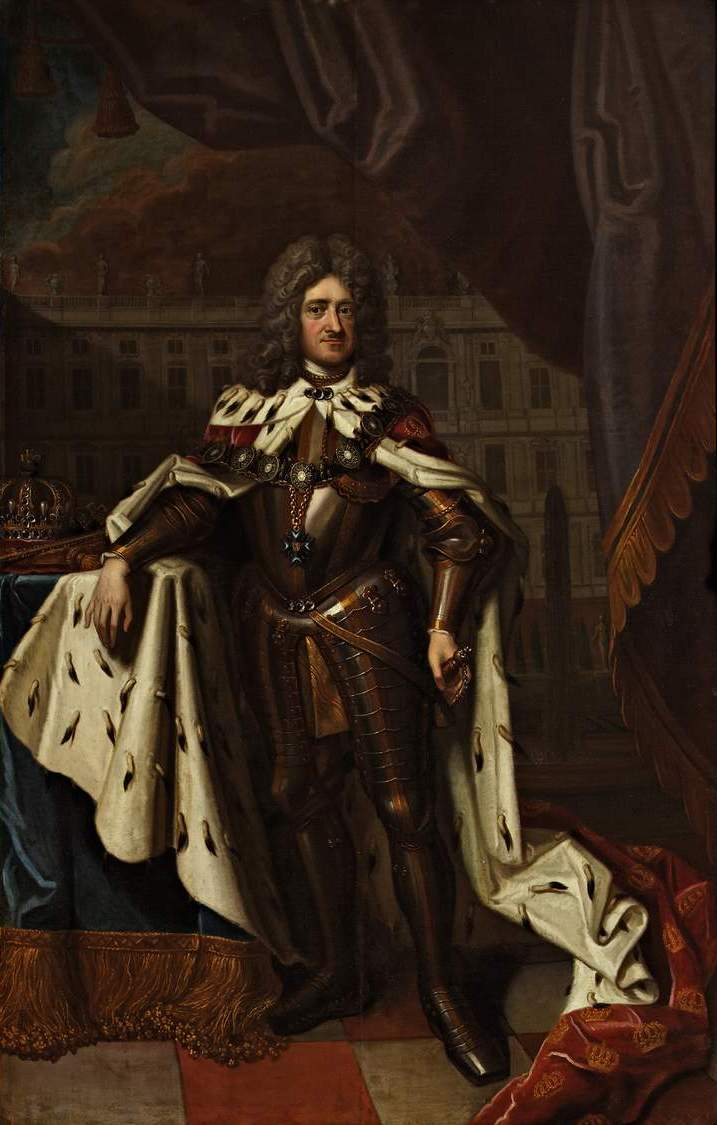
Pruský král Fridrich I.
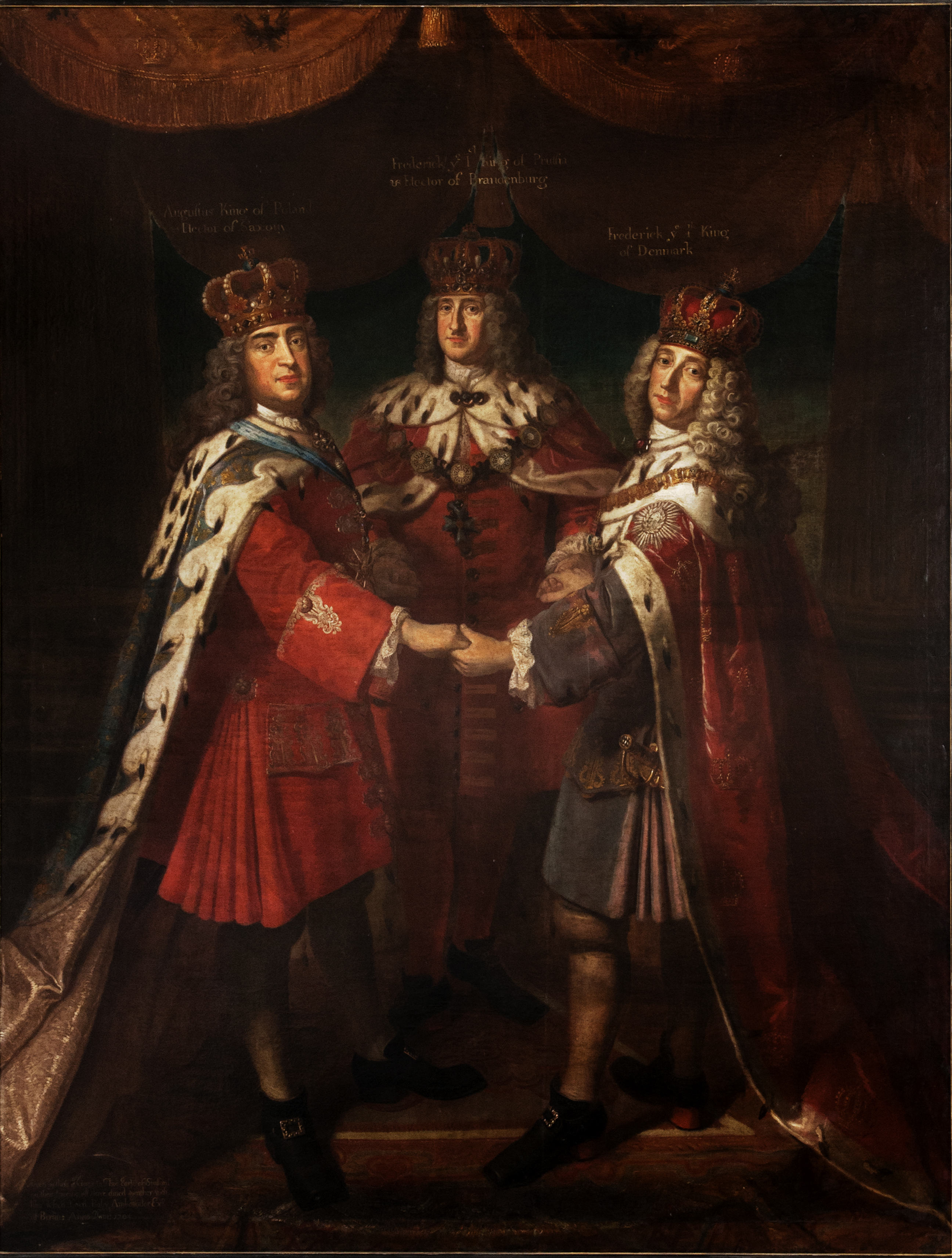
Setkání (zleva) krále polského, pruského a dánského, rok 1709
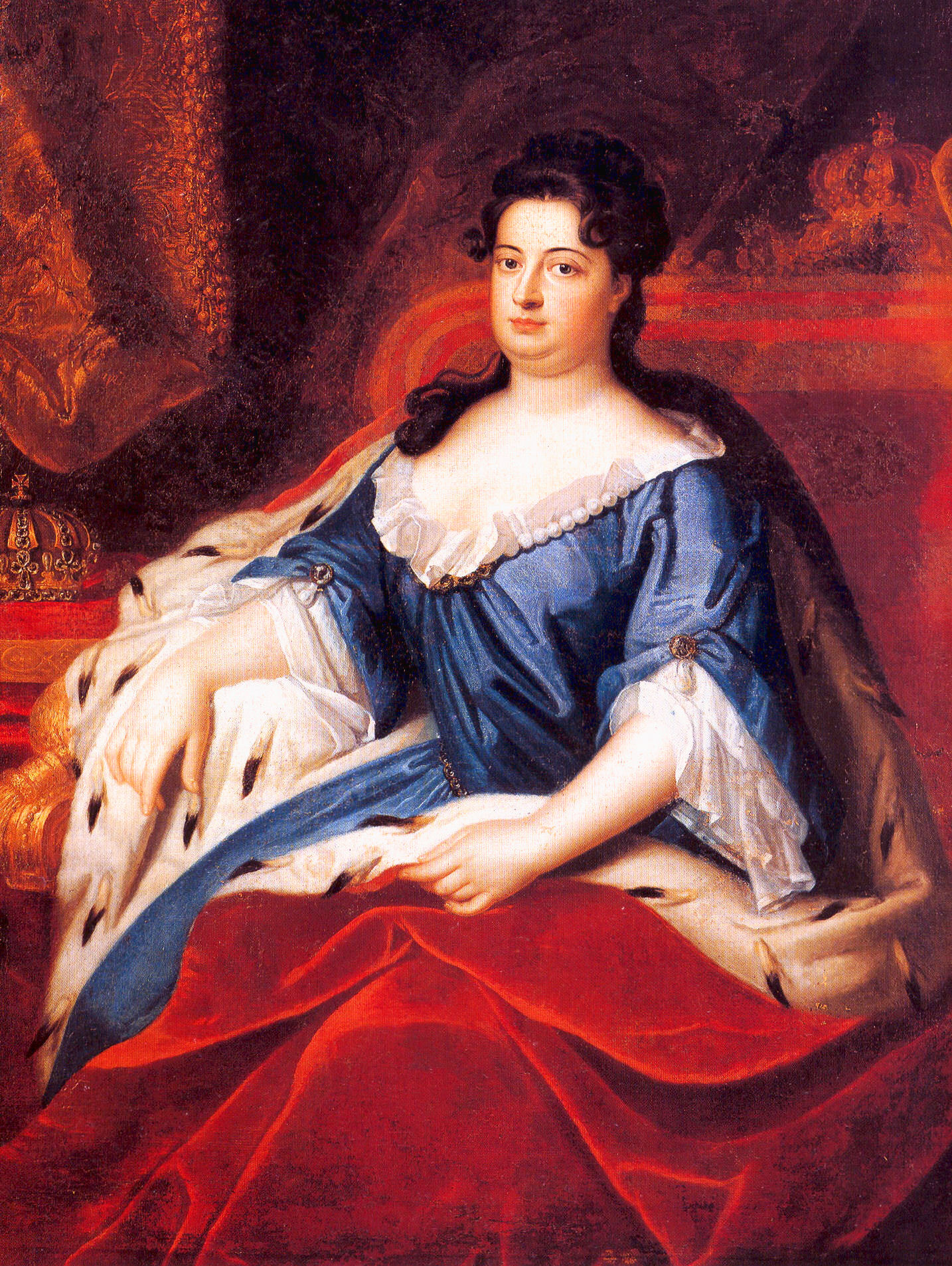
královna Sofie Šarlota

## Vývod z předků
|                    |                                    |  |                                |                                  |  |  |  |  |  |  |  | Jáchym Fridrich Braniborský |
|                    |                                    |  |                                |                                  |  |  |  |  |  |  |  |                             |
|                    | Jan Zikmund Braniborský            |  |                                |                                  |  |  |  |  |  |  |  |                             |
|                    |                                    |  |                                |                                  |  |  |  |  |  |  |  |                             |
|                    |                                    |  |                                | Kateřina Braniborsko-Küstrinská  |  |  |  |  |  |  |  |                             |
|                    |                                    |  |                                |                                  |  |  |  |  |  |  |  |                             |
|                    | Jiří Vilém Braniborský             |  |                                |                                  |  |  |  |  |  |  |  |                             |
|                    |                                    |  |                                |                                  |  |  |  |  |  |  |  |                             |
|                    |                                    |  |                                | Albrecht Fridrich Pruský         |  |  |  |  |  |  |  |                             |
|                    |                                    |  |                                |                                  |  |  |  |  |  |  |  |                             |
|                    | Anna Pruská                        |  |                                |                                  |  |  |  |  |  |  |  |                             |
|                    |                                    |  |                                |                                  |  |  |  |  |  |  |  |                             |
|                    |                                    |  |                                | Marie Eleonora Klevská           |  |  |  |  |  |  |  |                             |
|                    |                                    |  |                                |                                  |  |  |  |  |  |  |  |                             |
|                    | Fridrich Vilém I. Braniborský      |  |                                |                                  |  |  |  |  |  |  |  |                             |
|                    |                                    |  |                                |                                  |  |  |  |  |  |  |  |                             |
|                    |                                    |  |                                | Ludvík VI. Falcký                |  |  |  |  |  |  |  |                             |
|                    |                                    |  |                                |                                  |  |  |  |  |  |  |  |                             |
|                    | Fridrich IV. Falcký                |  |                                |                                  |  |  |  |  |  |  |  |                             |
|                    |                                    |  |                                |                                  |  |  |  |  |  |  |  |                             |
|                    |                                    |  |                                | Alžběta Hesenská                 |  |  |  |  |  |  |  |                             |
|                    |                                    |  |                                |                                  |  |  |  |  |  |  |  |                             |
|                    | Alžběta Šarlota Falcká             |  |                                |                                  |  |  |  |  |  |  |  |                             |
|                    |                                    |  |                                |                                  |  |  |  |  |  |  |  |                             |
|                    |                                    |  |                                | Vilém I. Oranžský                |  |  |  |  |  |  |  |                             |
|                    |                                    |  |                                |                                  |  |  |  |  |  |  |  |                             |
|                    | Luisa Juliana Oranžská             |  |                                |                                  |  |  |  |  |  |  |  |                             |
|                    |                                    |  |                                |                                  |  |  |  |  |  |  |  |                             |
|                    |                                    |  |                                | Šarlota Bourbonská               |  |  |  |  |  |  |  |                             |
|                    |                                    |  |                                |                                  |  |  |  |  |  |  |  |                             |
| Fridrich I. Pruský |                                    |  |                                |                                  |  |  |  |  |  |  |  |                             |
|                    |                                    |  |                                |                                  |  |  |  |  |  |  |  |                             |
|                    |                                    |  | Vilém I. Nasavsko-Dillenburský |                                  |  |  |  |  |  |  |  |                             |
|                    |                                    |  |                                |                                  |  |  |  |  |  |  |  |                             |
|                    | Vilém I. Oranžský                  |  |                                |                                  |  |  |  |  |  |  |  |                             |
|                    |                                    |  |                                |                                  |  |  |  |  |  |  |  |                             |
|                    |                                    |  |                                | Juliana ze Stolbergu             |  |  |  |  |  |  |  |                             |
|                    |                                    |  |                                |                                  |  |  |  |  |  |  |  |                             |
|                    | Frederik Hendrik Oranžský          |  |                                |                                  |  |  |  |  |  |  |  |                             |
|                    |                                    |  |                                |                                  |  |  |  |  |  |  |  |                             |
|                    |                                    |  |                                | Gaspard de Coligny               |  |  |  |  |  |  |  |                             |
|                    |                                    |  |                                |                                  |  |  |  |  |  |  |  |                             |
|                    | Luisa de Coligny                   |  |                                |                                  |  |  |  |  |  |  |  |                             |
|                    |                                    |  |                                |                                  |  |  |  |  |  |  |  |                             |
|                    |                                    |  |                                | Charlotte de Laval               |  |  |  |  |  |  |  |                             |
|                    |                                    |  |                                |                                  |  |  |  |  |  |  |  |                             |
|                    | Luisa Henrietta Oranžská           |  |                                |                                  |  |  |  |  |  |  |  |                             |
|                    |                                    |  |                                |                                  |  |  |  |  |  |  |  |                             |
|                    |                                    |  |                                | Konrád, hrabě ze Solms-Braunfels |  |  |  |  |  |  |  |                             |
|                    |                                    |  |                                |                                  |  |  |  |  |  |  |  |                             |
|                    | Jan Albrecht I. ze Solms-Braunfels |  |                                |                                  |  |  |  |  |  |  |  |                             |
|                    |                                    |  |                                |                                  |  |  |  |  |  |  |  |                             |
|                    |                                    |  |                                | Alžběta Nasavsko-Dillenburská    |  |  |  |  |  |  |  |                             |
|                    |                                    |  |                                |                                  |  |  |  |  |  |  |  |                             |
|                    | Amálie zu Solms-Braunfels          |  |                                |                                  |  |  |  |  |  |  |  |                             |
|                    |                                    |  |                                |                                  |  |  |  |  |  |  |  |                             |
|                    |                                    |  |                                | Ludvík I. Sayn-Wittgensteiský    |  |  |  |  |  |  |  |                             |
|                    |                                    |  |                                |                                  |  |  |  |  |  |  |  |                             |
|                    | Anežka ze Sayn-Wittgenstein        |  |                                |                                  |  |  |  |  |  |  |  |                             |
|                    |                                    |  |                                |                                  |  |  |  |  |  |  |  |                             |
|                    |                                    |  |                                | Alžběta ze Solms-Laubachu        |  |  |  |  |  |  |  |                             |
|                    |                                    |  |                                |                                  |  |  |  |  |  |  |  |                             |